# Bimota HB4
La HB4 est un modèle de motocyclette produit par le constructeur italien Bimota.
La HB4 est destinée à courir en catégorie Moto2, remplaçant des 250 cm3, dans le championnat mondial ou les championnats nationaux de vitesse moto.
Elle est présentée à l'occasion du salon de la moto de Padoue le 15 janvier 2010 et est l'œuvre d'Enrico Borghesan. Néanmoins, dès septembre 2009, plusieurs forums montrent les premières images de la HB4 dans les ateliers Bimota,. Le 1er janvier 2010, le site YouTube affiche la première vidéo de la HB4 lors de test sur le circuit de Binetto.
L'usine produira 10 exemplaires de la HB4.

## Technique
Comme toutes les machines de cette catégorie, elle est équipée d'un moteur quatre cylindres en ligne quatre temps de 599 cm3, fourni par la branche compétition d'Honda, le HRC, issu de la CBR600RR Fireblade. La puissance est d'environ 125 ch. Il est préparé et entretenu par l'entreprise Suisse Geo Technology.

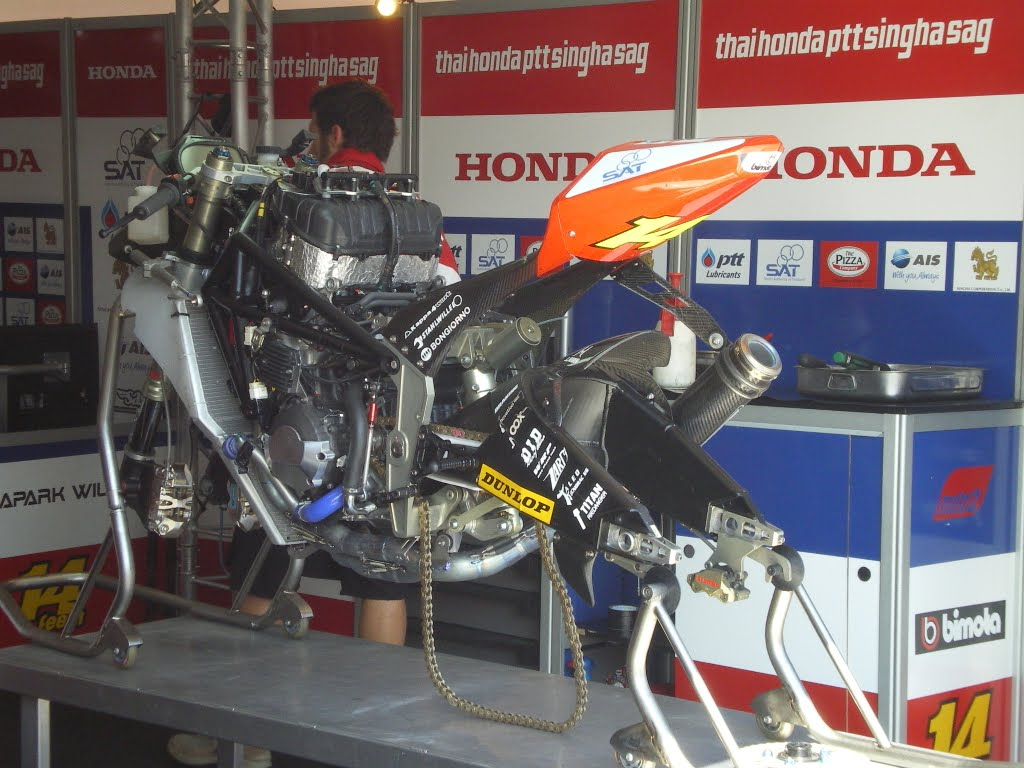
Le cadre mixte treillis acier et platine alu de la HB4

La fourche télescopique inversée de 43 mm de diamètre provient du catalogue Païoli. En course, elle est souvent remplacée par une fourche Showa ou une Öhlins. L'amortisseur arrière est également un Öhlins.
Le freinage est assuré par Brembo, avec deux disques de 300 mm à l'avant et un disque de 218 mm à l'arrière, pincés par des étriers monobloc respectivement quadruple et double pistons. À l'avant, ils profitent d'un montage radial.
Le cadre est un treillis tubulaire en acier au chrome molybdène, ancré sur des platines en aluminium. Cette technique est largement éprouvée chez le constructeur de Rimini, puisqu'elle équipe les DB5, DB6, DB7, DB8 et dans une moindre mesure la SB8.
L'échappement est signé Zard. La double sortie du modèle de démonstration est remplacée sur certaines course par un quatre-en-un. L'équipe Stop And Go adopte un échappement Mivv sur ses deux machines à partir du Grand Prix d'Australie 2010. Elle arbore un élément Arrow lors du salon Eicma 2012.
L'ensemble des pièces de carrosserie est en fibre de carbone et la selle est autoporteuse.
Elle emporte un second réservoir d'essence sous la selle.
les jantes OZ Racing en magnésium à six bâtons sont chaussées par le manufacturier Dunlop, seul fournisseur de toutes les machines du championnat.
Une version équipée d'un bras oscillant en fibre de carbone en remplacement de la fourche, à l'image de la Tesi a été étudiée par la BR Bike Research. Cette société n'en est pas à son coup d'essai, elle avait déjà conçu le cadre en carbone de la DB7 Oronero. Cette partie cycle est présentée à l'occasion du salon Eicma 2012.
Dans le courant de sa première saison, l'aérodynamique est retravaillé. Un nouveau carénage fait son apparition avec une unique sortie d'air au bas de celui-ci.
Après sa deuxième saison de course, Bimota s'adjoint les services de Ruben Xaus comme directeur sportif. La HB4 fait l'objet d'amélioration aérodynamiques (avec une entrée d'air frontale différente) et teste des suspensions Bitubo.
À l'issue de la manche tchèque, devant le manque de vitesse de pointe par rapport à ses concurrents, le carénage est retravaillé en soufflerie. L'usine teste également un nouveau cadre, une nouvelle boîte à air et un bras oscillant en carbone.

## Pilotage
Le pilote américain Randy Mamola a essayé onze Moto2 au lendemain du Grand Prix de Valence en 2010, pour le magazine espagnol La Moto. Son impression sur la HB4 est d'être assis très bas, avec les mains très en haut. En virage, malgré un déhanchement, sa botte touchait le sol avant son genou. Néanmoins, le freinage est jugé bon.

## Championnat mondial

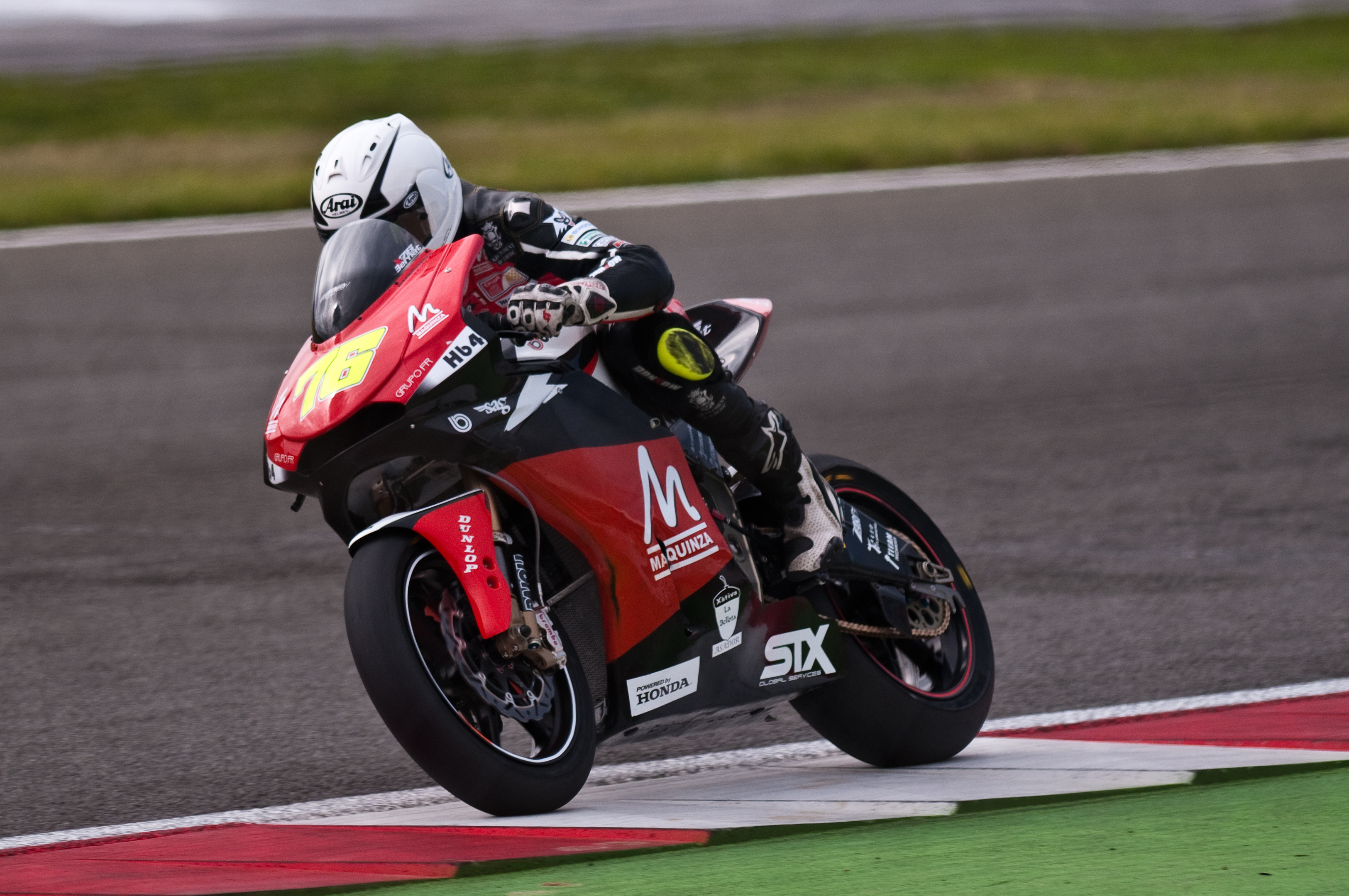
Bernat Martínez lors du Grand Prix de Grande-Bretagne 2010

Trois HB4 se partagent la piste, dont deux au sein de l'équipe espagnol Stop And Go et une dans le team Bimota-M Racing.
Plusieurs pilotes se voient attribué le guidon des trois machines engagées.
La HB4 est utilisée au sein de l'équipe Honda Stop And Go, par le thaïlandais Ratthapark Wilairot et par l'espagnol Bernat Martínez. Ils portent respectivement les numéros 14 et 76.
Les résultats de ce dernier n'ayant pas convaincu, il est remplacé par Ricard Cardús lors de la manche allemande du championnat. Il porte le numéro 4.
À la suite d'une blessure de la main gauche, Cardus est remplacé par Javier Fores, avec le numéro 46, pour les Grand Prix de Malaisie et d'Australie.
Lors de la onzième manche, le Grand Prix de Saint-Marin, l'équipe Bimota-M Racing engage une HB4 pilotée par l'italien Niccolò Canepa, transfuge de Scot Racing Team sans guidon depuis la manche tchèque. Il porte le numéro 59.
Canepa est remplacé deux courses plus tard, pour le Grand Prix du Japon, par un pilote local, Hiromichi Kunikawa. Sa machine est frappée du numéro 66.
Elle avait également été pressentie pour courir au sein de l'écurie FB Corse, aux mains de Simone Grotzkys Giorgi.
La HB4 n'a pas brillé outre mesure, se contentant d'une quatrième place comme meilleur résultat, lors du Grand Prix des Pays-Bas. Ratthapark Wilairot réussi à engranger trente points et termine vingt-deuxième du championnat.
Pour 2011, le Team Stop And Go préfère se tourner vers le fabricant de châssis FTR.
Le team Bimota-M Racing ne se réengage pas.
| N° | Pilote              | QAT | ESP | FRA | ITA | GBR | NED | CAT | GER | CZE | IND | SMR | ARA | JPN | MAL | AUS | POR | VAL |
| -- | ------------------- | --- | --- | --- | --- | --- | --- | --- | --- | --- | --- | --- | --- | --- | --- | --- | --- | --- |
| 4  | Ricard Cardús       |     |     |     |     |     |     |     | Ab. | 24  | Ab. | 20  | Ab. | 27  |     |     | Ab. | NQ  |
| 14 | Ratthapark Wilairot | 17  | 17  | 7   | Ab. | 13  | 4   | Ab. | 17  | 21  | Ab. | 12  | 15  | 24  | 16  | 22  | Ab. | 22  |
| 46 | Javier Fores        |     |     |     |     |     |     |     |     |     |     |     |     |     | Ab. | 25  |     |     |
| 59 | Niccolò Canepa      |     |     |     |     |     |     |     |     |     |     | 28  | 26  |     |     |     |     |     |
| 66 | Hiromichi Kunikawa  |     |     |     |     |     |     |     |     |     |     |     |     | Ab. | 28  | Ab. | NQ  | 33  |
| 76 | Bernat Martínez     | 29  | 27  | 29  | 29  | 25  | 28  | Ab. |     |     |     |     |     |     |     |     |     |     |

Pour 2012, la HB4 reprend du service dans la compétition mondiale toujours au sein du team Stop and Go. Les dirigeants remplacent le châssis FTR pour leur pilote Ángel Rodríguez à l'occasion de la manche française. Ángel Rodríguez avait déjà eu l'occasion de piloter la HB4, lors d'une journée de test sur le circuit Motorland Aragon en juillet 2010.
Après le Grand Prix moto de Grande-Bretagne, Ángel Rodríguez est remercié par manque de résultat. Il est remplacé par l'australien Damian Cudlin pour deux courses.
C'est l'italien Massimo Roccoli qui reprend ensuite le guidon de la machine pour être remplacé par l'allemand Marcel Schrötter après seulement une course.
La réussite n'est pas au rendez-vous, avec une dix-huitième place comme meilleur résultat et aucun point marqué.
Pour l'année suivante, l'équipe décide de remplacer la Bimota par une Kalex. Elle met donc en vente, pour 35 000 €, la HB4 2012 de Marcel Schrötter. En même temps et pour le même prix, elle vend aussi la HB4 2010 de Ratthapark Wilairot.
| Pos | Rider            | QAT | ESP | POR | FRA | CAT | GBR | NED | GER | ITA | IND | CZE | RSM | ARA | JPN | MAL | AUS | VAL |
| --- | ---------------- | --- | --- | --- | --- | --- | --- | --- | --- | --- | --- | --- | --- | --- | --- | --- | --- | --- |
| 23  | Marcel Schrötter |     |     |     |     |     |     |     |     |     | 23  | 23  | 22  | 20  | 24  | 18  | 20  | 21  |
| 47  | Ángel Rodríguez  |     |     |     | Ab. | 20  | 26  |     |     |     |     |     |     |     |     |     |     |     |
| 50  | Damian Cudlin    |     |     |     |     |     |     | Ab. | 22  |     |     |     |     |     |     |     |     |     |
| 55  | Massimo Roccoli  |     |     |     |     |     |     |     |     | Ab. |     |     |     |     |     |     |     |     |

## Championnats nationaux
La HB4 intègre les championnats italien et espagnol de vitesse (Campionato Italiano Velocità et Campeonato de España de Velocidad) Moto2 pour la saison 2011.
Elle brille plutôt dans le championnat italien, où elle finit sur le podium de quatre courses sur huit, que dans le championnat espagnol. Néanmoins, le nombre de pilotes au départ d'une course est trois fois moindre en Italie qu'en Espagne.

### Italie
En Italie, elle se trouve au sein du Team QDP aux mains des pilotes Danilo Marrancone et Davide Fanelli. Ce dernier, indisponible car courant dans le championnat mondial Superstock 1000, est remplacé par Christian Pratelli lors de la cinquième et de la sixième manche, puis par Luca Pini pour la dernière course.
À la fin de la saison, l'équipe revend ses deux machines,.
Le pilote Gabriele D’Alessandro mène également une HB4 avec le Bimota Junior Team dans l'équipe Maranga.
| N° | Pilote                | Course 1 : Misano | Course 2 : Monza | Course 3 : Misano | Course 4 : Misano | Course 5 : Mugello | Course 6 : Mugello | Course 7 : Vallelunga | Course 8 : Mugello |
| -- | --------------------- | ----------------- | ---------------- | ----------------- | ----------------- | ------------------ | ------------------ | --------------------- | ------------------ |
| 6  | Gabriele D'Alessandro | Exclu             | 9                | 9                 | 8                 | 5                  | 6                  |                       |                    |
| 25 | Danilo Marrancone     | 6                 | 2                | 3                 | 2                 | 4                  | Ab.                | 2                     | 4                  |
| 27 | Davide Fanelli        | 4                 | 8                | 2                 | Ab.               |                    |                    |                       |                    |
| 37 | Christian Pratelli    |                   |                  |                   |                   | 6                  | Ab.                |                       |                    |
| 96 | Luca Pini             |                   |                  |                   |                   |                    |                    |                       | 5                  |

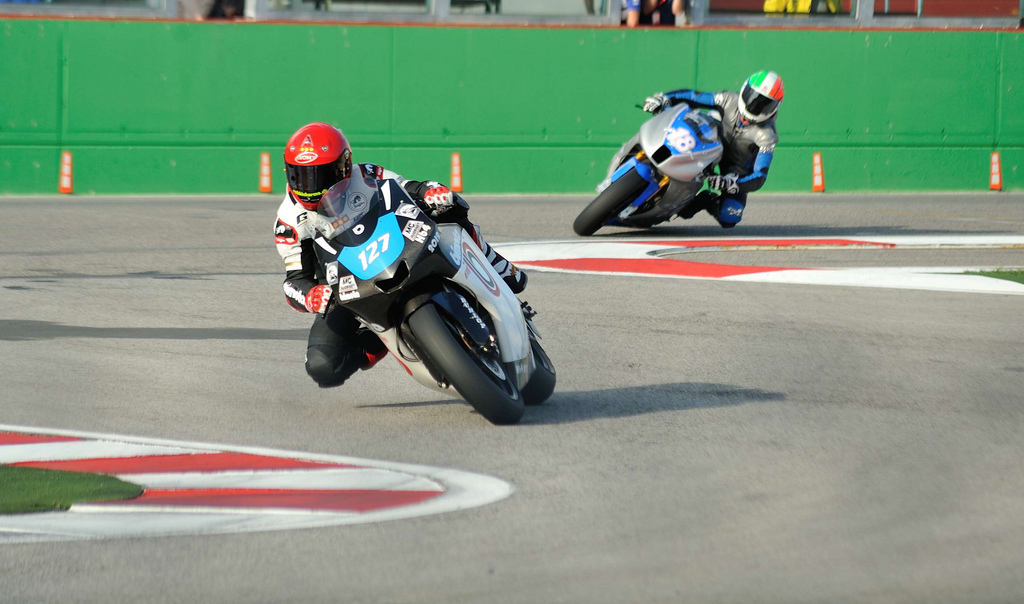
Robbin Harms lors des essais du vendredi à Imola

Bimota reconduit son engagement en 2012, cette fois ci dans une équipe officielle, avec le pilote danois Robbin Harms. À cause du faible nombre de participants, les Moto2 courent en même temps que les 600 Supersport.
L'engagement en CIV prend fin après la troisième manche, à la suite d'un désaccord entre l'usine et la branche course.
| N°  | Pilote       | Course | Course 1 : Mugello | Course 2 : Imola | Course 3 : Monza | Course 4 : Mugello | Course 5 : Mugello | Course 6 : Misano | Course 7 : Misano | Course 8 : Vallelunga |
| --- | ------------ | ------ | ------------------ | ---------------- | ---------------- | ------------------ | ------------------ | ----------------- | ----------------- | --------------------- |
| 127 | Robbin Harms | 600 SS | 9                  | 5                | Ab.              |                    |                    |                   |                   |                       |
| 127 | Robbin Harms | Moto2  | 3                  | 1                | Ab.              |                    |                    |                   |                   |                       |

Le tableau donne l'ordre d'arrivée global dans la course et au sein de la catégorie Moto2.

### Espagne
En Espagne en 2011, elle retrouve le Team Stop And Go Castrol, avec comme pilotes Juan Ramirez Taracido et David Pros Cortijo. Ce dernier souffrant d'une fracture de la clavicule, occasionnée par une chute lors du tour de chauffe de la sixième course, il est remplacé pour l'ultime manche par David Salom.
| N° | Pilote                | Course 1 : Jerez | Course 2 : Aragón | Course 3 : Cataluna | Course 4 : Albacete | Course 5 : Albacete | Course 6 : Valencia | Course 7 : Jerez |
| -- | --------------------- | ---------------- | ----------------- | ------------------- | ------------------- | ------------------- | ------------------- | ---------------- |
| 68 | Juan Ramirez Taracido | 17               | 15                | Ab.                 | 24                  | 16                  | 19                  | 17               |
| 77 | David Pros Cortijo    | 20               | 21                | 18                  | 18                  | Ab.                 | NQ                  |                  |
| 89 | David Salom           |                  |                   |                     |                     |                     |                     | 14               |

La pilote Carla Calderer a effectué des tests avec la HB4 en janvier 2012, dans l'espoir de s'aligner en CEV pour la saison 2012. Mais par manque de moyens financier, ça ne s'est pas concrétisé.
En 2014, l'équipe Alstare engage dans son junior team le suédois Christoffer Bergman dans le championnat espagnol de vitesse, sans résultat notable.
| N° | Pilote              | Course 1 : Jerez | Course 2, : Aragón | Course 2, : Aragón | Course 3 : Cataluna | Course 4 : Albacete | Course 5, : Navarra | Course 6 : Algarve | Course 7 : Valencia |
| -- | ------------------- | ---------------- | ------------------ | ------------------ | ------------------- | ------------------- | ------------------- | ------------------ | ------------------- |
| 51 | Christoffer Bergman |                  | Ex.                | Ab.                | 13                  | 15                  | Ab. / 15            |                    |                     |

## Coloris

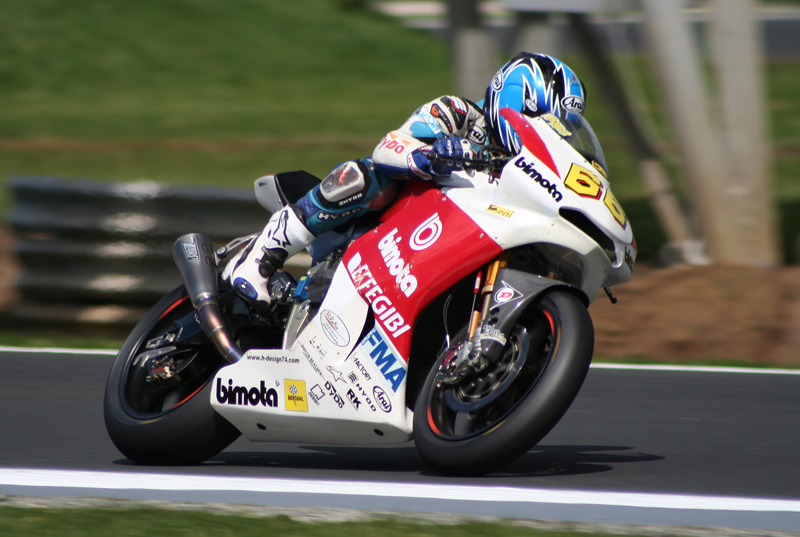
Hiromichi Kunikawa lors de la manche australienne du championnat mondial 2010

Pour la présentation officielle, elle se pare d'une robe blanche et rouge, reprise sur la machine de l'équipe Bimota-M Racing. Elle avait été vue complètement noire pour les premiers tests sur circuit, arborant juste les logos Bimota blancs et le numéro 2 sur la face avant du carénage. Toutes les machines de présentation porteront ce numéro 2.
Les motos du team Stop and Go portent les couleurs des sponsors des pilotes. Celle de Wilairot arbore une livrée bleue, blanche et rouge, aux couleurs de l'importateur thaïlandais Honda et du groupe pétrolier thaïlandais PTT ; tandis que celle de Martínez est barrée de noir et de rouge, du groupe de travaux publics Maquinza. Les jantes sont noires et rehaussées sur leurs pourtours d'un liseré blanc pour l'avant, rouge pour l'arrière.
En 2012, celle des pilotes du team Stop and Go est sponsorisée par la casse automobile madrilène Desguaces La Torre. Elle est recouverte d'une peinture blanche barrée de jaune et de rouge.
Toutes portent le logo Bimota sur le réservoir et l'inscription HB4 de part et d'autre de la tête de fourche.
La moto de Gabriele D'Alessandro porte une peinture noire et rouge au graphisme comparable à celle que pilotait Martínez l'année précédente.
Pour la première course à Misano, la machine de Davide Fanelli est habillée de noir sur la tête de fourche et de blanc barré de trois bandes rouges pour le reste du carénage. Celle de Danilo Marrancone reprend la livrée banche et rouge de la moto de présentation. Pour les courses suivantes, elles reçoivent toutes les deux une peinture noire sur la tête de fourche, grise avec trois bandes rouges sur le carénage, un ensemble selle-réservoir noir et un dosseret de selle rouge.
En Espagne, elles prennent les couleurs du fabricant de lubrifiant Castrol, principal sponsor de l'équipe, à savoir, sur fond blanc, deux bandes rouges encadrent une bande verte avec un bas du carénage noir. Le haut de la tête de fourche est noire.
Pour son évolution fin 2011, la machine présentée au salon de Milan est noire sur le haut et le bas du carénage, blanc au milieu. La selle est noire avec un dosseret blanc.
Lors des journées d'essai, la moto de Robbin Harms conserve ce coloris. En course, elle est de couleurs noir, blanc et rouge.
Au salon Eicma 2012, elle se pare d'une livrée rouge et blanche.

## Commercialisation
Dès 2010, l'entreprise allemande HPC Power propose de construire et de vendre pour 169 000 euros une HB4 neuve, à partir d'un châssis commandé à Bimota,.
En 2012, le prix n'est plus que de 99 000 euros. Elle est livrée avec tout le système d'acquisition des données, deux échappements Zard dont un 4 en 1 en 2 et un 4 en 1 en carbone,.